# Vila Meã (Vila Nova de Cerveira)
Vila Meã ist ein Ort und eine ehemalige Gemeinde (Freguesia) im Norden Portugals.
Vila Meã gehört zum Kreis Vila Nova de Cerveira im Distrikt Viana do Castelo. Die Gemeinde hatte eine Fläche von 3,5 km² und 347 Einwohner (Stand 30. Juni 2011).
Am 29. September 2013 wurden die Gemeinden Vila Meã und Campos zur neuen Gemeinde União das Freguesias de Campos e Vila Meã zusammengeschlossen.